# Iglesia de Santiago (Montilla)
La iglesia de Santiago de la localidad de Montilla (provincia de Córdoba es un templo católico del siglo XVI, construido por iniciativa del primer marqués de Priego. Ha constituido la parroquia mayor y principal de esta población. El edificio, de tres naves, responde a los planteamientos mudéjares del momento de su edificación, si bien, como resultado de una larga evolución, predominan en él los elementos barrocos. Fue declarado Bien de Interés Cultural en 2001.

## Historia
Ha sido siempre la parroquia mayor y principal de la localidad, por lo que guarda la historia de los sucesivos templos principales del pueblo, desde una posible mezquita, consagrada al culto cristiano en el año 1240, tras la conquista de la ciudad, hasta su fábrica gótico-mudéjar del siglo XVI, cuando se amplió el templo y se edificaron las capillas.
Durante los siglos XVII y XVIII sufrió diversas transformaciones que modificaron su aspecto gótico-mudéjar hacia un barroco clásico andaluz y a lo largo de los siglos XIX y XX posteriores modificaciones le han proporcionado el aspecto que hoy presenta.

## Descripción
La iglesia ocupa con un extenso solar en la parte alta y más antigua de Montilla, dentro del antiguo recinto del castillo. 

### Exterior
La fachada principal del templo está formada por un muro rectangular al que se le adosa una torre. Presenta dos cuerpos, uno bajo, dominado por un arco de medio punto flanqueado por pilastras toscanas de fuste acanalado sobre las que monta un entablamento con friso neoclásico, rematado con dos fragmentos de frontón curvo envuelto en volutas coronadas por pirámides. El cuerpo alto, a manera de ático, con una hornacina en el centro encuadrada por medias columnas jónicas que soportan un tímpano alabeado rematado por tres perinolas. El interior de la hornacina alberga la escultura del apóstol Santiago, titular de la parroquia. La torre se alza a la derecha de la portada, estructurada sobre un pedestal de sillería, de base cuadrada y compuesta por cuatro cuerpos decrecientes de ladrillo. Es obra de José Vela realizada entre 1771 y 1789 sobre una
anterior, de 1576, obra de Hernán Ruiz II dañada en el terremoto de Lisboa.

### Interior
Se trata de un templo de tres naves con capillas laterales, crucero destacado en alzado y coro en la cabecera. Las naves se separan por cuatro amplios arcos apuntados sobre pilares de base rectangular. La nave central se cubre por cuatro tramos de bóvedas de aristas y las laterales por bóvedas rebajadas de medio cañón. El crucero se monta en potentes arcos torales de medio punto y pechinas, donde se eleva una cúpula elíptica con tambor, articulado por cuatro pilastras. Los brazos laterales, separados del centro y nave por arcos de medio punto menores, presentan planta cuadrada con cúpulas semiesféricas. La del lado de la Epístola, donde en su día estuvo la capilla del Sagrario, tiene toda su superficie decorada con yeserías del siglo XVII, que estilísticamente encajan en la tradición de estucos cordobeses iniciada en la catedral de Córdoba. En este extremo existe un acceso a una antigua sacristía, hoy muy alterada. En el extremo opuesto se encuentra la actual sacristía, de planta rectangular, cubierta con una bóveda rebajada de medio cañón similar a las de las naves laterales. A través de un cuerpo de edificación anejo, comunica con el coro, con su tribuna y con una cripta.
El presbiterio tiene el suelo alzado respecto a las naves con una escalinata y está delimitado por un cancel y dos púlpitos octogonales sobre
columnas abalaustradas con escaleras. El coro, de planta cuadrada, con bóveda de aristas idéntica a las de la nave central, dispone de facistol y sillería de nogal y tiene una tribuna corrida con pretil de forja y madera en tres de sus lados. 
La mayor parte de las capillas que se abren a las naves laterales son originarias del siglo XVI, aunque aparecen muy transformadas. Recorriendo el perímetro de la iglesia desde los pies de la nave del Evangelio, de izquierda a derecha, se encuentran las siguientes:
- Capilla del Bautismo. Consta de dos tramos. El primero es de planta cuadrada, cubierto por una cúpula sobre pechinas con linterna. Su decoración exalta la figura de San Francisco Solano. En este espacio se sitúa una pila bautismal gótica de piedra, donde según la tradición debió bautizarse el santo. El segundo tramo, de planta rectangular, también denominado capilla de San Miguel, está cubierto por un cielo raso y presenta un zócalo de azulejos de cuerda seca. La capilla del Bautismo se cierra a la nave por una reja del XVII procedente del convento de San Lorenzo.
- Capilla del Nacimiento o de Belén. Su aspecto obedece a una reforma de principios del siglo XX. Dispone de un nicho en su frente donde se aloja un portal de Belén moderno.
- Capilla de San Juan Bautista. Se cubre con un artesonado ochavado de harneruelo cuadrado y casetones octogonales, obra de Alonso Ramiro, fechable hacia 1571. El altar tiene un frontal de azulejos trianeros de estilo neorrenacentista con la escena del Bautismo que data de 1914.
- Antigua capilla del Señor de la Columna. Se encuentra tapiada, afectada por la humedad de un aljibe.
- Capilla actual del Sagrario, panteón de la familia Alvear. Su aspecto actual es fruto de las reformas realizadas por dicha familia en 1932. Se concibe como un amplio recinto rectangular con un presbiterio elevado al que se accede por una escalera lateral. Se cubre con una falsa armadura de yeso de estilo neomudéjar. Cierra la capilla una reja de madera de los talleres Granda rematada por un relieve con la escena de la crucifixión.
- Capilla de la Virgen del Carmen. Es de planta cuadrada y se cubre con una cúpula ciega de comienzos de siglo.
- Capilla de San José. Tiene planta cuadrada y cúpula, decorada con yeserías, sobre pechinas con relieves con historias de la vida de San José.
- Capilla de la Virgen del Rosario, antes de la Cabeza. Consta de capilla, camarín, sacristía, escalera y panteón. La capilla, de planta cuadrada, tiene sus muros decorados con pinturas de carácter historicista realizadas por José Garnelo a principios del siglo XX. Se cubre con una cúpula sobre pechinas decorada con pinturas murales en 1698, según consta en una inscripción. En las pechinas se representan los Padres de la Iglesia y en la media naranja, símbolos marianos rodeados por motivos vegetales. El camarín es una cámara cuadrada cubierta por cúpula, revestida totalmente por madera tallada y dorada de estilo rococó con querubines y angelotes casi exentos, símbolos marianos y cuatro pequeñas tallas. A este recinto se accede desde la capilla a través de una dependencia lateral con escalera, que arranca de dos medios puntos sobre un pilar central de planta octogonal. La escalera, que también accede a la cripta, tiene una barandilla de madera torneada con balaustres de discos. Todo este espacio se cubre con una falsa bóveda en forma de pirámide truncada. Las puertas de madera del camarín están decoradas con motivos vegetales desarrollados longitudinalmente en zigzag; a ambos lados se localizan dos lápidas con inscripciones en las que figura la fecha de 1740.